# Эпидот
Эпидо́т (англ. epidote, от др.-греч. επιδοσις — приращение, поскольку в сечении кристалла (призмы) одна сторона длиннее), реже аспероли́т:39 (лат. asperolite — неровный или шершавый камень) — сложный силикат кальция, алюминия и железа.  Имеет в основном зелёную окраску, с оттенками от чёрно-зелёной или синевато-зелёной, до травянисто-зелёной, желтоватой и изредка охристо-жёлтой. Наиболее характерным и ценимым цветом эпидота является фисташково-зелёный.

## Свойства
Образуется как продукт изменения основных пород при контактовом метаморфизме и в альпийских жилах. Кристаллы эпидота призматические, на гранях призмы можно наблюдать выраженную штриховку. Правильно образованные кристаллы без примесей имеют большое количество граней (до двухсот). Спайность совершенная (по второй оси кристалла — ясная). Излом раковистый, неровный, иногда — занозистый.
Вследствие выраженной анизотропии, эпидот обладает выраженным эффектом плеохроизма. Кристаллы зелёного, жёлтого и красноватого цвета при перемене спектра освещения, соответственно, меняют и цвет — от зеленоватого до коричневатого или жёлтого.
Самая распространенная форма кристаллов эпидота — длиннопризматическая, реже игольчатая или столбчатая. При плавлении разлагается с образованием магнитного шарика (железистые соединения).
Минерал, как правило, имеет фисташково-зелёный или тёмно-зелёный цвет. Кристаллы могут быть как прозрачными, так и непрозрачными в зависимости от происхождения минерала и примесей.
Внешне похож на везувиан, с которым его иногда путают. Характерный вид разностей эпидота, связанный с формой его кристаллов, связан со вторым названием минерала — асперолит, что в прямом переводе значит: шершавый, неровный или хрупкий камень.
Эпидот образует собой целое семейство близких минералов, которая так и называются: «группа эпидота». Все минералы этой группы обладают сходным химическим составом и кристаллической структурой (хотя и кристаллизуются обычно в двух сингониях: ромбической и моноклинной). К числу первых относится только один минерал: цоизит. Вторая, более обширная, включает в себя, кроме собственно эпидота — клиноцоизит, пьемонтит и алланит (иногда называемый также ортитом).:413
Вследствие изоморфного замещения одних элементов другими, химический состав эпидота весьма изменчив. Кальций в минерале может заменяться магнием или железом, а алюминий, в свою очередь — железом, марганцем или церием или иттрием. С увеличением содержания марганца эпидот переходит в пьемонтит, а с увеличением доли редких металлов — в алланит.:414
Кроме того, эпидот II генерации может быть радиоактивным (с высоким содержанием урана). Эпидот I генерации, как правило, урана не содержит.

## Разновидности эпидота
Некоторые минералы были описаны как новые, но оказались разновидностями эпидота, среди них:
- Клиноцоизит — характерно пониженное содержание железа. Эта разновидность эпидота может иметь разные цвета от светло-фисташкового до буро-зеленого.
- Пистацит — полупрозрачный камень фисташкового цвета.
- Пушкинит — разновидность эпидота с прозрачными кристаллами бутылочно-зеленого цвета[6].
- Пьемонтит — в составе повышенное содержание марганца, поэтому кристаллы имеют вишневый цвет.

## Месторождения
Непрозрачная разновидность пьемонтит (марганцесодержащий эпидот) из Пьемонта — окрашена в розовый или вишнёво-красный цвет.
На Урале встречается бутылочно-зелёная прозрачная разновидность эпидота — пушкинит, открытая П. И. Вагнером.
Маложелезистую разновидность от светло-зелёного до буровато-зелёного называют клиноцоизитом.

## Применение
Поделочный камень. Пригодный для огранки эпидот встречается в Мексике, Мозамбике, Норвегии, США (Калифорния), Австрии (Высокий Тауэрн).
Изредка используется в изготовлении ювелирных изделий.
Из эпидота, серого кварца и розового полевого шпата сложена горная порода унакит.